# Tennessee Ernie Ford
Tennessee Ernie Ford (* 13. Februar 1919 in Bristol, Tennessee als Ernest Jennings Ford; † 17. Oktober 1991 in Reston, Virginia) war ein US-amerikanischer Country- und Gospel-Sänger.

## Leben

### Anfänge
Ford studierte klassische Musik und Gesang am Cincinnati Conservatory of Music. Nach seinem Dienst im Zweiten Weltkrieg als Bombenschütze eines B-29-Bombers bei der USAAF zog er mit seiner Familie nach Kalifornien. Hier arbeitete er bei verschiedenen Radiosendern, bevor er 1949 auf Vermittlung seines Managers Cliffie Stone einen Plattenvertrag beim Label Capitol Records bekam.

### Karriere
In den 1950er Jahren veröffentlichte er fast 50 Country-Songs, von denen es etliche in die Hitparade schafften. Sein erster Hit war 1950 Mule Train, der Platz 1 der Country-Charts und Platz 10 der Pop-Charts erreichte. Im Frühjahr 1952 schaffte er es, mit The Shot Gun Boogie erneut an die Spitze der Country-Charts vorzustoßen. Alle seine Songs gehörten stilistisch zum Hillbilly Boogie. Ford war einer der erfolgreichsten Künstler dieser Richtungen. Mit der Rhythm & Blues Sängerin Ella Mae Morse sang er 1952 den Titel I'm Hog Tied Over You im Duett. 1954 moderierte er die Fernseh-Quizshow College of Musical Knowledge; 1955 nahm er ein Album mit der Sängerin Kay Starr auf.
1955 wurde das erfolgreichste Jahr Fords, im Frühjahr erreichte sein Titel Ballad of Davy Crockett Platz 6 der Pop-Charts und blieb 17 Wochen in den Charts. Der Song wurde über die TV-Serie Disneyland bekannt, in der es zwischen Dezember 1954 und Februar 1955 drei Davy-Crockett-Folgen gab.
Im selben Jahr hatte Ford mit dem Titel Sixteen Tons, der erstmals 1946 von Merle Travis eingespielt worden war, seinen größten Hit. In dem sozialkritischen Stück geht es um das Klagen eines Bergmanns, der sich nicht aus dem Würgegriff der Minengesellschaft befreien kann. Das Stück war 10 Wochen die Nummer 1 in den Country-Charts und 8 Wochen Nummer 1 in der Pop-Hitparade. Die Single hielt sich 22 Wochen in den Charts.
Aufgrund seiner neuen Popularität bekam Ford eine eigene Fernsehshow, The Tennessee Ernie Ford Show, die von 1956 bis 1961 lief. In den folgenden Jahren konzentrierte er sich überwiegend auf religiöse Musik. 1956 veröffentlichte er mit Hymns sein erstes Gospel-Album, das mit Platin ausgezeichnet wurde. Sein Album Great Gospel Songs gewann 1965 einen Grammy.
Ford erhielt für seine Verdienste in Radio, Fernsehen und Musik drei Sterne auf dem Hollywood Walk of Fame. 1984 bekam er die Presidential Medal of Freedom. 1990 wurde er in die Country Music Hall of Fame aufgenommen. 1991 wurde er zu einem Dinner mit Präsident George H. W. Bush ins Weiße Haus eingeladen. 
Tennessee Ernie Ford starb im Oktober 1991 in Virginia an Leberversagen.

## Diskografie (Auswahl)
Tennessee Ernie Ford veröffentlichte in seiner Laufbahn über einhundert Alben. Eine vollständige Diskografie existiert nicht.

### Alben
| Jahr | Titel                                                       | Höchstplatzierung, Gesamtwochen, AuszeichnungChartplatzierungen (Jahr, Titel, Platzierungen, Wochen, Auszeichnungen, Anmerkungen) | Höchstplatzierung, Gesamtwochen, AuszeichnungChartplatzierungen (Jahr, Titel, Platzierungen, Wochen, Auszeichnungen, Anmerkungen) | Anmerkungen                |
| Jahr | Titel                                                       | US | Country | Anmerkungen                |
| ---- | ----------------------------------------------------------- | --- | --- | -------------------------- |
| 1956 | This Lusty Land                                             | US12 (3 Wo.)US | — |                            |
| 1956 | Hymns                                                       | US2 Platin · (278 Wo.)US | — |                            |
| 1957 | Spirituals                                                  | US5 Gold · (70 Wo.)US | — |                            |
| 1958 | Nearer the Cross                                            | US5 Gold · (45 Wo.)US | — |                            |
| 1958 | The Star Carol                                              | US4 Platin · (10 Wo.)US | — |                            |
| 1960 | Sing a Hymn with Me                                         | US23 (14 Wo.)US | — |                            |
| 1962 | Hymns at Home                                               | US67 (19 Wo.)US | — | Erstveröffentlichung: 1961 |
| 1962 | Here Comes the Tennessee Ernie Ford Mississippi Showboat    | US110 (12 Wo.)US | — |                            |
| 1962 | I Love to Tell the Story                                    | US43 (2 Wo.)US | — |                            |
| 1962 | Tennessee Ernie Ford Sings from His Books of Favorite Hymns | US71 (12 Wo.)US | — |                            |
| 1970 | America the Beautiful                                       | US192 (2 Wo.)US | — |                            |
| 1973 | Country Morning                                             | — | Country46 (3 Wo.)Country |                            |
| 1975 | Make a Joyful Noise                                         | — | Country35 (5 Wo.)Country |                            |
| 2014 | Amazing Grace: 14 Treasured Hymns                           | US159 (1 Wo.)US | Country19 (8 Wo.)Country |                            |

grau schraffiert: keine Chartdaten aus diesem Jahr verfügbar
Weitere Alben
- 1953: Backwoods, Boogie & Blues
- 1955: Tennessee Ernie Ford & Kay Starr
- 1956: Tales of Davy Crockett
- 1957: Ol’ Rockin’ Ern
- 1959: Gather ’Round
- 1959: A Friend We Have
- 1960: Sing a Spiritual with Me
- 1960: Come to the Fair
- 1961: Tennessee Ernie Ford Sings Civil War
- 1961: Ernie Looks at Love
- 1963: Long, Long Ago
- 1963: We Gather Together
- 1964: Great Gospel Songs
- 1964: Tennessee Ernie Ford Sings the World’s Best Loved Hymns
- 1965: Let Me Walk with Thee
- 1966: Wonderful Peace
- 1966: God Lives
- 1967: Faith of Our Fathers
- 1968: O Come All Ye Faithful
- 1969: Holy, Holy, Holy
- 1972: Mr. Words and Music

### Singles
| Jahr | Titel Album                                                      | Höchstplatzierung, Gesamtwochen/‑monate, AuszeichnungChartplatzierungen (Jahr, Titel, Album, Platzierungen, Wochen/Monate, Auszeichnungen, Anmerkungen) | Höchstplatzierung, Gesamtwochen/‑monate, AuszeichnungChartplatzierungen (Jahr, Titel, Album, Platzierungen, Wochen/Monate, Auszeichnungen, Anmerkungen) | Höchstplatzierung, Gesamtwochen/‑monate, AuszeichnungChartplatzierungen (Jahr, Titel, Album, Platzierungen, Wochen/Monate, Auszeichnungen, Anmerkungen) | Höchstplatzierung, Gesamtwochen/‑monate, AuszeichnungChartplatzierungen (Jahr, Titel, Album, Platzierungen, Wochen/Monate, Auszeichnungen, Anmerkungen) | Anmerkungen |
| Jahr | Titel Album                                                      | DE | UK | US | Country | Anmerkungen |
| ---- | ---------------------------------------------------------------- | --- | --- | --- | --- | ----------- |
| 1949 | Mule Train –                                                     | — | — | US10 (9 Wo.)US | — |             |
| 1950 | The Cry of the Wild Goose –                                      | — | — | US21 (2 Wo.)US | — |             |
| 1951 | Shotgun Boogie –                                                 | — | — | US21 (2 Wo.)US | — |             |
| 1955 | Give Me Your Word –                                              | — | UK1 (24 Wo.)UK | — | — |             |
| 1955 | Shotgun Boogie –                                                 | DE30 (1 Mt.)DE | — | — | — |             |
| 1955 | Sixteen Tons –                                                   | DE10 (4 Mt.)DE | UK1 (11 Wo.)UK | US1 (23 Wo.)US | — |             |
| 1955 | The Ballad of Davy Crockett –                                    | — | UK3 (7 Wo.)UK | US6 (17 Wo.)US | — |             |
| 1956 | You Don’t Have to Be a Baby to Cry –                             | — | — | US78 (1 Wo.)US | — |             |
| 1956 | That’s All –                                                     | — | — | US44 (8 Wo.)US | — |             |
| 1956 | The Rovin’ Gambler –                                             | — | — | US60 (6 Wo.)US | — |             |
| 1956 | First Born –                                                     | — | — | US46 (11 Wo.)US | — |             |
| 1957 | The Watermelon Song –                                            | — | — | US87 (2 Wo.)US | — |             |
| 1957 | One Suit –                                                       | — | — | US93 (3 Wo.)US | — |             |
| 1957 | In the Middle of an Island –                                     | — | — | US56 (12 Wo.)US | — |             |
| 1958 | Sunday Barbeque –                                                | — | — | US97 (1 Wo.)US | — |             |
| 1959 | Glad Rags –                                                      | — | — | US100 (1 Wo.)US | — |             |
| 1965 | Hicktown –                                                       | — | — | — | Country9 (16 Wo.)Country |             |
| 1969 | Honey-Eyed Girl (That’s You That’s You) The New Wave             | — | — | — | Country54 (3 Wo.)Country |             |
| 1971 | Happy Songs of Love –                                            | — | — | — | Country58 (9 Wo.)Country |             |
| 1973 | Printers Alley Stars Country Morning                             | — | — | — | Country66 (4 Wo.)Country |             |
| 1973 | Farther Down the River (Where the Fishin’s Good) Country Morning | — | — | — | Country73 (5 Wo.)Country |             |
| 1973 | Colorado Country Morning Country Morning                         | — | — | — | Country70 (7 Wo.)Country |             |
| 1975 | Come On Down Make a Joyful Noise                                 | — | — | — | Country52 (8 Wo.)Country |             |
| 1975 | Baby –                                                           | — | — | — | Country63 (9 Wo.)Country |             |
| 1975 | The Devil Ain’t a Lonely Woman’s Friend –                        | — | — | — | Country98 (4 Wo.)Country |             |
| 1976 | I Been to Georgia on a Fast Train For The 83rd Time              | — | — | — | Country95 (3 Wo.)Country |             |

grau schraffiert: keine Chartdaten aus diesem Jahr verfügbar